# Coll de Fades
|  | Per a altres significats, vegeu «Coll de Fades (Erdo)». |

El Coll de Fades és un coll a 1.504,9 msnm a cavall dels termes municipals de Sarroca de Bellera (antic terme de Benés) i del Pont de Suert (antic terme de Malpàs). Tot i ser una collada íntegrament dins de l'Alta Ribagorça, administrativament divideix aquesta comarca de la del Pallars Jussà, en haver estat Benés integrat al municipi de Sarroca de Bellera. Transita per aquest coll la pista de Castellars a Erta. Situat al nord-oest del poble de Sas, és també al sud del Tossal de Codó i al nord-est del Coll de Peranera. També queda al sud-est de Peranera i d'Erillcastell.